# Attera Totus Sanctus
Albums de Dark Funeral
De Profundis Clamavi Ad Te Domine
(2004) Angelus Exuro pro Eternus
(2009)
Attera Totus Sanctus est le quatrième album studio du groupe de black metal suédois Dark Funeral sorti à la fin de 2005. Il contient huit chansons (plus deux chansons bonus dans la version japonaise). L'album est sorti le 24 octobre 2005 sous le label Candlelight Records.
Après la sortie de cet album, en 2006, Dark Funeral a fait une tournée en Europe, intitulé Attera Orbis Terrarum : European Tour 2006.
C'est le premier album du groupe ou le chanteur Emperor Magus Caligula ne possède plus son rôle de bassiste, qu'il avait avant en plus de celui de vocaliste.
La version japonaise de l'album contient également la version instrumentale du titre Atrum Regina et une version refaite du titre Open the Gates, qui est à l'origine dans la liste des titres du EP Dark Funeral.

## Erreurs de traduction
"Attera Totus Sanctus" est une traduction erronée en latin de "Détruire tous les saints" (étant donné que "Attera" est à l'impératif, la traduction correcte est "Attera Totum Sanctum").
De plus, l'orthographe du titre "Atrum Regina" est également erronée. En effet, étant donné que "Regina" est au singulier, l'orthographe correcte est "Atra Regina".

## Musiciens
- Emperor Magus Caligula - Chant
- Lord Ahriman - Guitare
- Chaq Mol - Guitare
- Gustaf Hielm - Basse
- Matte Modin - Batterie

## Liste des morceaux
1. King Antichrist
2. 666 Voices Inside
3. Attera Totus Sanctus
4. Godhate
5. Atrum Regina
6. Angel Flesh Impaled
7. Feed on the Mortals
8. Final Ritual
9. Atrum Regina [Instrumental]*
10. Open the Gates [version de 2005]*

(* : titres présents uniquement sur la version japonaise)